# Tshofa

Tshofa est une localité et un secteur du territoire de Lubao dans le district Kabinda au Kasaï-Oriental (République démocratique du Congo). La localité est située près de la confluence de la Lubimbi avec la rivière Lomami.